# بند شاه عباسی
بند شاه عباسی مربوط به سدهٔ ۷ و ۱۱ ه‍.ق است و در ۲۵ کیلومتری جنوب ساوه واقع شده و این اثر در تاریخ ۱۴ مهر ۱۳۵۴ با شمارهٔ ثبت ۱۱۸۲ به‌عنوان یکی از آثار ملی ایران به ثبت رسیده‌است.
بند شاه عباس ساوه در فهرست آثار ملی به ثبت رسیده بود؛ اما در هنگام ساخت سد الغدیر ساوه به زیر آب رفته و در حال حاضر هیچ اثری از آن باقی نمانده‌است.
یند دیگری با نام طاق شاه عباسی در نزدیکی شهر طبس وجود دارد.